# Bandera de Udías
La bandera de Udías es uno de los símbolos del municipio español de Udías en Cantabria, junto a su escudo.
Es de paño rectangular, horizontal, de proporciones no indicadas; con un triángulo rojo junto al asta, dividida horizontalmente por mitad, de color blanco la porción superior y verde la inferior.